# Pradières
Pradières – miejscowość i gmina we Francji, w regionie Oksytania, w departamencie Ariège.
Według danych na rok 2010 gminę zamieszkiwało 114 osób, a gęstość zaludnienia wynosiła 16 osób/km².